# Chloronia hieroglyphica
Chloronia hieroglyphica is een insect uit de familie Corydalidae, die tot de orde grootvleugeligen (Megaloptera) behoort. De soort komt voor in Brazilië, Frans Guyana, Guyana, Peru en Venezuela.